# Nicholas Seebeck
Pour les articles homonymes, voir Seebeck.
Nicholas F. Seebeck (1857-23 juin 1899) était un homme d’affaires américain né en Allemagne dans la seconde moitié du XIXe siècle. Il est connu pour avoir fourni en timbres-poste plusieurs pays d’Amérique latine entre 1879 et 1899.

## Origine et le projet philatélique
Né en Allemagne, il émigre enfant, avec ses parents, à New York aux États-Unis. Vers 20 ans, il décide de se consacrer au commerce du timbre-poste dont la collection est à la mode, 40 ans après son invention au Royaume-Uni avec le Penny Black. Il se fait marchand de timbres et éditeur d’un catalogue regroupant toutes les vignettes émises « de 1818 (sic) à 1876 ». Il devient le secrétaire général de la Hamilton Banknote and Engraving Company, qui grave et imprime des billets de banque, des titres boursiers et des timbres.
À 30 ans, il devient le directeur général de cette société de Brooklyn et se lance dans une tournée des ministères d’Amérique latine. Son objectif n’est pas de vendre des timbres imprimés par sa société aux postes locales, mais de les donner contre certains droits sur ces timbres. Contre la fourniture gratuite de timbres par contrat de dix ans, sa société obtenait le droit de changer les timbres chaque année, de récupérer les invendus pour les démonétiser, de conserver les plaques d’impression et réimprimer ces anciens timbres. Parmi les pays qui conclurent un contrat avec Seebeck : la République dominicaine, l’Équateur, le Honduras, le Nicaragua, le Salvador, etc.
La Hamilton commence le travail de gravure et d’impression. Les timbres sont classiques de l’époque : armoiries, effigies d’hommes politiques, paysages encadrés de fioritures ; et surtout, l’année de validité. Par la suite, soit on gardait les mêmes figurines en changeant l’année, soit on créait une nouvelle série.
Le succès commercial est important et mondial : pour une somme à peine plus importante que la valeur faciale, les collectionneurs avaient ainsi des années complètes de plusieurs pays. Seebeck profite en plus du millésime 1892 pour des émissions pour le 400e anniversaire de l’arrivée en Amérique de Christophe Colomb. Seul aléa, la série du Salvador de 1893 ne représente pas, comme prévu, le président Carlos Ezeta, mais Rivola Gomez, le capitaine des pompiers de la capitale San Salvador entre 1890 et 1895.

## L’échec
Cependant, trop gourmand, Seebeck imprime et réimprime énormément de timbres. Dans les milieux philatéliques, on trouve que la somme à verser chaque année à la Hamilton devient trop importante. Des méthodes de bandits vont le faire comprendre à Seebeck : menaces de mort par courrier, passage à tabac. 
Seebeck fait publier une lettre d’excuse dans l’American Journal of Philately, et promet qu’il va dénoncer les contrats et détruire les plaques d’impression. Seulement, il ne fit pas détruire l’immense stocks d’invendus et de réimpression déjà effectuées. À sa mort en 1899, le stock est perdu de vue, le jeune frère de Seebeck ne reprenant pas l’affaire. 
Entre les deux guerres mondiales, un négociant suisse rachète les 90 millions d’exemplaires et les met sur le marché, contribuant à nuire durablement à la réputation des pays d’Amérique latine chez les philatélistes.

## Les «Seebeck»  aujourd’hui
Ces timbres latino-américains des années 1890 sont appelés « les Seebeck ». En général, les catalogues leur donnent une côte très basse pour des timbres de l’époque classique (émis avant 1900) ; la cause est le très grand nombre d’exemplaires mis en vente par Seebeck. En revanche, ils sont rares oblitérés, et sont recherchés lorsqu'ils ont bien servi à affranchir le courrier à partir du pays d’émission.